# Tài sản vô hình
Tài sản vô hình là một tài sản không có hình thái vật chất (không giống như tài sản vật chất như máy móc và tòa nhà) và thường rất khó đánh giá. Nó bao gồm bằng sáng chế, bản quyền, nhượng quyền thương mại, lợi thế thương mại, nhãn hiệu và tên thương mại, và giải thích chung cũng bao gồm phần mềm và các tài sản dựa trên máy tính vô hình khác. Trái ngược với các tài sản khác, tài sản vô hình nói chung là không nhất thiết phải chịu đựng những thất bại điển hình của thị trường là không cạnh tranh và không thể loại trừ.

## Định nghĩa
Tài sản vô hình đã được cho là một trong những đóng góp có thể có cho sự chênh lệch giữa giá trị công ty theo hồ sơ kế toán của họ và giá trị công ty theo vốn hóa thị trường của họ. Xem xét lập luận này, điều quan trọng là phải hiểu thế nào là một tài sản vô hình thực sự trong mắt của một kế toán viên. Một số nỗ lực đã được thực hiện để xác định tài sản vô hình:
- Trước năm 2005, Ủy ban Chuẩn mực Kế toán Úc đã ban hành Tuyên bố về khái niệm kế toán số 4 (SAC 4).[3] Tuyên bố này không cung cấp định nghĩa chính thức về tài sản vô hình nhưng đã cung cấp rằng tính hữu hình không phải là một đặc tính thiết yếu của tài sản.
- Ủy ban chuẩn mực kế toán quốc tế tiêu chuẩn 38 (IAS 38)[4] định nghĩa một tài sản vô hình là: "một tài sản phi tiền tệ có thể nhận dạng mà không có chất vật lý". Định nghĩa này bên cạnh định nghĩa chuẩn của một tài sản đòi hỏi một sự kiện trong quá khứ đã tạo ra một nguồn tài nguyên mà thực thể kiểm soát và từ đó lợi ích kinh tế trong tương lai sẽ được dự kiến. Do đó, yêu cầu thêm đối với một tài sản vô hình theo IAS 38 là khả năng nhận dạng. Tiêu chí này yêu cầu một tài sản vô hình có thể tách rời khỏi thực thể hoặc nó phát sinh từ một quyền hợp đồng hoặc pháp lý.
- Ủy ban chuẩn hóa kế toán tài chính của Ủy ban chuẩn mực kế toán tài chính 350 (ASC 350) định nghĩa một tài sản vô hình là một tài sản, không phải là tài sản tài chính, không có hình thái vật chất.

Do đó, việc thiếu chất vật lý dường như là một đặc điểm xác định của một tài sản vô hình. Cả hai định nghĩa IASB và FASB đều đặc biệt loại trừ tài sản tiền tệ trong định nghĩa của chúng về một tài sản vô hình. Điều này là cần thiết để tránh việc phân loại các khoản mục như tài khoản phải thu, công cụ phái sinh và tiền mặt trong ngân hàng như một tài sản vô hình. IAS 38 chứa các ví dụ về tài sản vô hình, bao gồm: phần mềm máy tính, bản quyền và bằng sáng chế.

## Nghiên cứu và phát triển
R&D được coi là một trong số một số tài sản vô hình khác (ví dụ: khoảng 16 phần trăm của tất cả các tài sản vô hình ở Hoa Kỳ ), ngay cả khi hầu hết các quốc gia coi R&D là chi phí hiện tại cho cả mục đích pháp lý và thuế. Trong khi hầu hết các quốc gia báo cáo một số tài sản vô hình trong Tài khoản thu nhập và sản phẩm quốc gia (NIPA), không có quốc gia nào đưa vào thước đo toàn diện về tài sản vô hình. Tuy nhiên, các nhà kinh tế nhận ra sự đóng góp ngày càng tăng của tài sản vô hình trong tăng trưởng GDP dài hạn.
IAS 38 yêu cầu bất kỳ dự án nào dẫn đến việc tạo ra một tài nguyên cho thực thể được phân thành hai giai đoạn: giai đoạn nghiên cứu và giai đoạn phát triển.
Nghiên cứu được định nghĩa là "cuộc điều tra ban đầu và theo kế hoạch được thực hiện với triển vọng đạt được kiến thức và hiểu biết khoa học hoặc kỹ thuật mới. Ví dụ, một công ty có thể thực hiện nghiên cứu về một trong những sản phẩm của mình sẽ sử dụng trong thực thể mà kết quả trong tương lai thu nhập kinh tế.
Phát triển được định nghĩa là "ứng dụng kết quả nghiên cứu vào kế hoạch hoặc thiết kế để sản xuất vật liệu, thiết bị, sản phẩm, quy trình, hệ thống hoặc dịch vụ mới, trước khi bắt đầu sản xuất hoặc sử dụng thương mại."
Việc xử lý kế toán của các chi phí đó phụ thuộc vào việc nó được phân loại là nghiên cứu hay phát triển. Trường hợp không thể phân biệt được, IAS 38 yêu cầu toàn bộ dự án được coi là nghiên cứu và mở rộng thông qua Tuyên bố thu nhập toàn diện.
Vì chi phí nghiên cứu mang tính đầu cơ cao, không có gì chắc chắn rằng lợi ích kinh tế trong tương lai sẽ chảy vào thực thể. Như vậy, sự thận trọng cho rằng chi phí nghiên cứu sẽ được chi ra thông qua Báo cáo thu nhập toàn diện. Tuy nhiên, chi phí phát triển ít đầu cơ hơn và có thể dự đoán lợi ích kinh tế trong tương lai sẽ chảy vào thực thể. Khái niệm phù hợp cho rằng chi tiêu phát triển được vốn hóa vì chi tiêu sẽ tạo ra lợi ích kinh tế trong tương lai cho thực thể.
Việc phân loại chi phí nghiên cứu và phát triển có thể mang tính chủ quan cao và điều quan trọng cần lưu ý là các tổ chức có thể có một động cơ thầm kín trong việc phân loại chi phí nghiên cứu và phát triển. Các giám đốc ít cẩn trọng hơn có thể thao túng báo cáo tài chính thông qua việc phân loại chi phí nghiên cứu và phát triển.

## Kế toán tài chính

### Tiêu chuẩn chung
Ủy ban Chuẩn mực Kế toán Quốc tế (IASB) đưa ra một số hướng dẫn (IAS 38) về cách các tài sản vô hình cần được hạch toán trong báo cáo tài chính. Nói chung, các tài sản vô hình hợp pháp được phát triển nội bộ không được công nhận và các tài sản vô hình hợp pháp được mua từ bên thứ ba được công nhận. Các từ tương tự như IAS 9.
Theo GAAP của Hoa Kỳ, các tài sản vô hình được phân loại thành: Các tài sản vô hình được mua so với nội bộ được tạo ra và các tài sản vô hình có giới hạn trong cuộc sống vô hạn. 

### Phân bổ chi phí
Tài sản vô hình thường được mở rộng theo tuổi thọ tương ứng của chúng. Tài sản vô hình có một cuộc sống hữu ích có thể xác định hoặc vô thời hạn. Tài sản vô hình có cuộc sống hữu ích có thể xác định được khấu hao theo phương pháp đường thẳng dựa trên đời sống kinh tế hoặc pháp lý của họ, cái nào ngắn hơn Ví dụ về tài sản vô hình với cuộc sống hữu ích có thể nhận dạng bao gồm bản quyền và bằng sáng chế. Tài sản vô hình với cuộc sống hữu ích vô thời hạn được đánh giá lại mỗi năm do sự suy yếu. Nếu một sự suy yếu đã xảy ra, thì một mất mát phải được công nhận. Mất mát suy giảm được xác định bằng cách trừ đi giá trị hợp lý của tài sản khỏi giá trị sổ sách / giá trị tài sản. Thương hiệu và lợi thế thương mại là những ví dụ về tài sản vô hình với cuộc sống hữu ích vô thời hạn. Lợi thế thương mại phải được kiểm tra mức độ suy giảm chứ không phải khấu hao. Nếu bị suy giảm, lợi thế thương mại sẽ giảm và khoản lỗ được ghi nhận trong báo cáo Thu nhập.

## Thuế
Đối với mục đích thuế thu nhập cá nhân, một số chi phí liên quan đến tài sản vô hình phải được vốn hóa thay vì được coi là chi phí được khấu trừ. Các quy định về kho bạc thường yêu cầu vốn hóa các chi phí liên quan đến việc mua lại, tạo ra hoặc tăng cường các tài sản vô hình. Ví dụ: một khoản tiền được trả để có được nhãn hiệu phải được đổi thành vốn. Một số tiền được trả để tạo điều kiện cho các giao dịch này cũng được đổi thành vốn. Một số loại tài sản vô hình được phân loại dựa trên việc tài sản được mua từ một bên khác hay do người nộp thuế tạo ra. Các quy định chứa nhiều điều khoản nhằm giúp dễ dàng xác định khi nào cần đổi thành vốn.
Do tầm quan trọng ngày càng tăng của tài sản vô hình như là một nguồn tăng trưởng kinh tế và doanh thu thuế, cũng như thực tế là bản chất phi vật lý của chúng giúp người nộp thuế dễ dàng tham gia vào các chiến lược thuế hơn như thay đổi thu nhập hoặc chuyển giá, cơ quan thuế và các tổ chức quốc tế đã thiết kế các cách để liên kết các tài sản vô hình với nơi chúng được tạo ra, từ đó xác định mối quan hệ. Tài sản vô hình cho các tập đoàn được khấu hao trong thời gian 15 năm, tương đương 180 tháng.
Định nghĩa "tài sản vô hình" khác với kế toán tiêu chuẩn, ở một số chính phủ tiểu bang Hoa Kỳ. Các chính phủ này có thể gọi cổ phiếu và trái phiếu là "tài sản vô hình. "